# Клара из Монтефалько
Святая Клара из Монтефалько, Клара Креста (итал. Chiara da Montefalco, detta della Croce; 1268[…], Монтефалько, Умбрия — 18 августа 1308, Монтефалько, Умбрия) — августинская монахиня и аббатиса. До принятия монашества принадлежала к Францисканскому ордену терциариев.

## Биография
Родилась в Монтефалько в 1268 году в зажиточной семье Дамиано и Якопы Венгенте. Отец, Дамиано, построил отшельнический скит, где и проживали его старшая дочь Джованна и её подруга Андреола как францисканские терциарии. В 1274 году епископ Сполето разрешил Джованне принять в обиталище больше сестёр, и тогда 6-летняя Клара перебралась к сестре и присоединилась к ордену. В 1278 году община настолько разрослась, что им пришлось построить более крупный скит подальше от города.
В 1290 году Клара, Джованна и остальные девушки решили принять монашество, и епископ Сполето основал для них августинский монастырь в Монтефалько. Джованна была избрана первой настоятельницей, а их небольшой скит (построенный и финансируемый их отцом) был посвящён монастырю. Джованна скончалась в 1291 году, после чего новой аббатисой избрали Клару.
В 1294 год во время празднования Богоявления она впала в экстаз и пробыла в таком состоянии несколько недель. Поскольку в это время она не могла даже есть, другие монахини поили аббатису сахарной водой. Клара сообщила о видении, в котором она предстала перед судом Божьим. Клара снискала репутацию благочестивой и мудрой настоятельницы, умело управляющей монастырём.
В 1303 году Клара построила церковь в Монтефалько, которая была открыта не только для монахинь, но и для жителей города. Первый камень был освящён епископом Сполето 24 июня, и в этот день церковь была посвящена Святому Кресту.
Клара была аббатисой шестнадцать лет. К августу 1308 года она была уже настолько немощна, что не могла встать с постели. 15 августа она попросила о соборовании, а на следующий день послала за своим братом, чтобы попрощаться. Сорокалетняя Клара в последний раз исповедовалась 17 августа и умерла на следующий день.

## Прославление
Процесс канонизации был начат в 1328 году, но лишь 13 апреля 1737 года Клара была беатифицирована папой Климентом XII. 8 декабря 1881 года, в праздник Непорочного зачатия, папа Лев XIII канонизировал Клару из Монтефалько в соборе Святого Петра в Риме. Она считается августинкой, а не францисканкой.
Нетленные мощи святой находятся в церкви Святой Клары в Монтефалько.